# Lijst van NPO Radio 2 TopSongs in 2015
Deze hits waren in 2015 NPO Radio 2 TopSong op NPO Radio 2:
| Nr. | Datum        | Artiest                                                   | Titel                                                     |
| --- | ------------ | --------------------------------------------------------- | --------------------------------------------------------- |
| 29  | 1 januari    | The Script                                                | No Good in Goodbye                                        |
| 30  | 8 januari    | Miss Montreal & Paskal Jakobsen                           | Ik zoek alleen mezelf                                     |
| 31  | 15 januari   | Douwe Bob & Anouk                                         | Hold Me                                                   |
| 32  | 22 januari   | Causes                                                    | Teach Me How to Dance with You                            |
| 33  | 29 januari   | Kenny B                                                   | Als je gaat                                               |
| 34  | 5 februari   | Dotan                                                     | Hungry                                                    |
| 35  | 12 februari  | Sam Smith                                                 | Like I Can                                                |
| 36  | 19 februari  | VanVelzen                                                 | Call It Luck                                              |
| 37  | 26 februari  | Matt Simons                                               | You Can Come Back Home                                    |
| -   | 5 maart      | Geen Radio 2 Top Song in verband met de 80’s week         | Geen Radio 2 Top Song in verband met de 80’s week         |
| 38  | 12 maart     | Kovacs                                                    | Diggin'                                                   |
| 39  | 19 maart     | Racoon                                                    | Guilty                                                    |
| 40  | 26 maart     | Christine and the Queens                                  | Christine                                                 |
| 41  | 2 april      | Douwe Bob                                                 | Pass It On                                                |
| 42  | 9 april      | Jess Glynne                                               | Hold My Hand                                              |
| 43  | 16 april     | Hozier                                                    | From Eden                                                 |
| 44  | 23 april     | Caro Emerald                                              | Quicksand                                                 |
| 45  | 30 april     | The Common Linnets                                        | We Don't Make the Wind Blow                               |
| 46  | 7 mei        | Gregory Porter                                            | Liquid Spirit (Claptone Remix)                            |
| 47  | 14 mei       | Moke                                                      | Let It Burn                                               |
| 48  | 21 mei       | Leon Bridges                                              | Better Man                                                |
| 49  | 28 mei       | Anouk                                                     | New Day                                                   |
| 50  | 4 juni       | Causes                                                    | Walk On Water                                             |
| 51  | 11 juni      | Bertolf                                                   | Jericho                                                   |
| 52  | 18 juni      | VanVelzen                                                 | If the World's Coming to an End                           |
| 53  | 25 juni      | Maaike Ouboter                                            | Anders                                                    |
| 54  | 2 juli       | Duran Duran                                               | Pressure Off                                              |
| 55  | 9 juli       | Whilk & Misky                                             | Clap Your Hands                                           |
| 56  | 16 juli      | Sam Hunt                                                  | Take Your Time                                            |
| 57  | 23 juli      | Mark Ronson                                               | I Can't Lose                                              |
| 58  | 30 juli      | Rilan & The Bombardiers                                   | Wanna Dance                                               |
| 59  | 6 augustus   | U2                                                        | Song for Someone                                          |
| 60  | 13 augustus  | Dotan                                                     | Let the River In                                          |
| 61  | 20 augustus  | Leon Bridges                                              | Smooth Sailin'                                            |
| 62  | 27 augustus  | The Common Linnets                                        | Hearts on Fire                                            |
| 63  | 3 september  | VanVelzen                                                 | Phoenix                                                   |
| 64  | 10 september | Guus Meeuwis                                              | Dankjewel                                                 |
| 65  | 17 september | James Morrison                                            | Demons                                                    |
| 66  | 24 september | Sam Smith                                                 | Writing's on the Wall                                     |
| 67  | 1 oktober    | Racoon                                                    | Fun We Had                                                |
| 68  | 8 oktober    | Causes                                                    | To the River                                              |
| 69  | 15 oktober   | Tim Akkerman                                              | I'm Still Alive                                           |
| 70  | 22 oktober   | Adele                                                     | Hello                                                     |
| 71  | 29 oktober   | Jodie Abacus                                              | I'll Be That Friend                                       |
| 72  | 5 november   | Coldplay                                                  | Adventure of a Lifetime                                   |
| 73  | 12 november  | Jonathan Jeremiah                                         | Rosario                                                   |
| -   | 19 november  | Geen Radio 2 Top Song in verband met de Top 2000 stemweek | Geen Radio 2 Top Song in verband met de Top 2000 stemweek |
| 74  | 26 november  | Lukas Graham                                              | 7 Years                                                   |
| 75  | 3 december   | St. Lucia                                                 | Dancing on Glass                                          |
| 76  | 10 december  | Namika                                                    | Lieblingsmensch                                           |
| 77  | 17 december  | Rogier Pelgrim                                            | Welcome Here                                              |
| -   | 24 december  | Geen Radio 2 Top Song in verband met de Radio 2 Top 2000  | Geen Radio 2 Top Song in verband met de Radio 2 Top 2000  |
| 78  | 31 december  | Adele                                                     | When We Were Young                                        |

2014 ·
2015 ·
2016 ·
2017 ·
2018 ·
2019 ·
2020 ·
2021 ·
2022 ·
2023 ·
2024 ·
2025